# Flora Gionest-Roussy
Flora Gionest-Roussy (connu professionnellement en tant que Flora Gionest) est un auteur-compositeur-interprète, acteur, drag queen et photographe autoportraitiste originaire de Pabos Mills en Gaspésie.
En 2012, il devient la première personne LGBTQ+ à faire la une d'une presse écrite du Québec maritime, lorsqu'il est présenté sur le premier exemplaire du journal hebdomadaire Le Trans-Gaspésien pour son travail en art visuel.
Il se fait découvrir à l'échelle provinciale en 2016 sous le pseudonyme Silver Catalano (2015-2019) avec la sortie du vidéoclip de sa chanson Wave,.
En date de juillet 2025, Flora Gionest compte 20 chansons originales à son actif, dont 6 mini-albums, une compilation et un single de Noël.
Il a composé des chansons pour des artistes comme Boisier, JeNeSaisQuoi!?, la candidate de la téléréalité québécoise Occupation Double Khate Lessard, ainsi que pour le coiffeur Kevins-Kyle, en lien avec la promotion de sa ligne de produits capillaires,.
Flora Gionest est ouvertement homosexuel et genderfluid depuis 2009. Il utilise les pronoms masculins.

## Filmographie

### Début en tant qu'acteur (2012)
Son premier rôle est d'avoir participé à la chorale du bal des finissants du film Ressac de Pascale Ferland. Son second est obtenu quelques semaines plus tard dans le film La Maison du Pêcheur d'Alain Chartrand, où il incarne un ami du personnage de Lison, interprétée par l'actrice Ariane-Li Simard-Côté.

### Blockbusters
Entre 2013 et 2015, il figure dans plusieurs projets cinématographiques tournés en sol montréalais, dont les blockbusters américains X-Men: Days of Future Past, Stonewall et X-Men: Apocalypse.

### Séries télévisuelles
En 2013, il figure dans six épisodes de la série québécoise 30 Vies.
En 2020, il obtient un rôle (non-crédité) dans les épisodes Trapper's Delight et The Outlaw Wild Sam Bladden de la troisième et dernière saison de la série américaine Future Man.

### Vidéoclips
En 2015, il obtient le rôle d'une maquilleuse de plateau dans le vidéoclip Lonely Road de Robert Robert et ZéFIRE. En 2021, il figure dans le vidéoclip DIMANCHE SOIR d'Hubert Lenoir.

### Publicité
En 2023, il figure dans une publicité d'eBay tourné au centre-ville de Montréal.

### Documentaires et reportages québécois
En 2017, il est le sujet de plusieurs entrevues et portraits vidéos sur le thème de la différence sexuelle et de genre, visant à mettre une lumière sur les réalités LGBTQ+ en Gaspésie. Un documentaire de Rad, Genderqueer en Gaspésie: l'histoire de Silver Catalano, obtient une nomination au Gala des 33es prix Gémeaux dans la catégorie meilleur reportage original produit pour les médias numériques.
- 2017 : Reportage Vice du jour : La scène LGBTQ gaspésienne vue par l'artiste Silver Catalano[14]
- 2017 : Documentaire Rad : Genderqueer en Gaspésie: l'histoire de Silver Catalano

## Carrière musicale

### Silver Catalano (2015-2019)

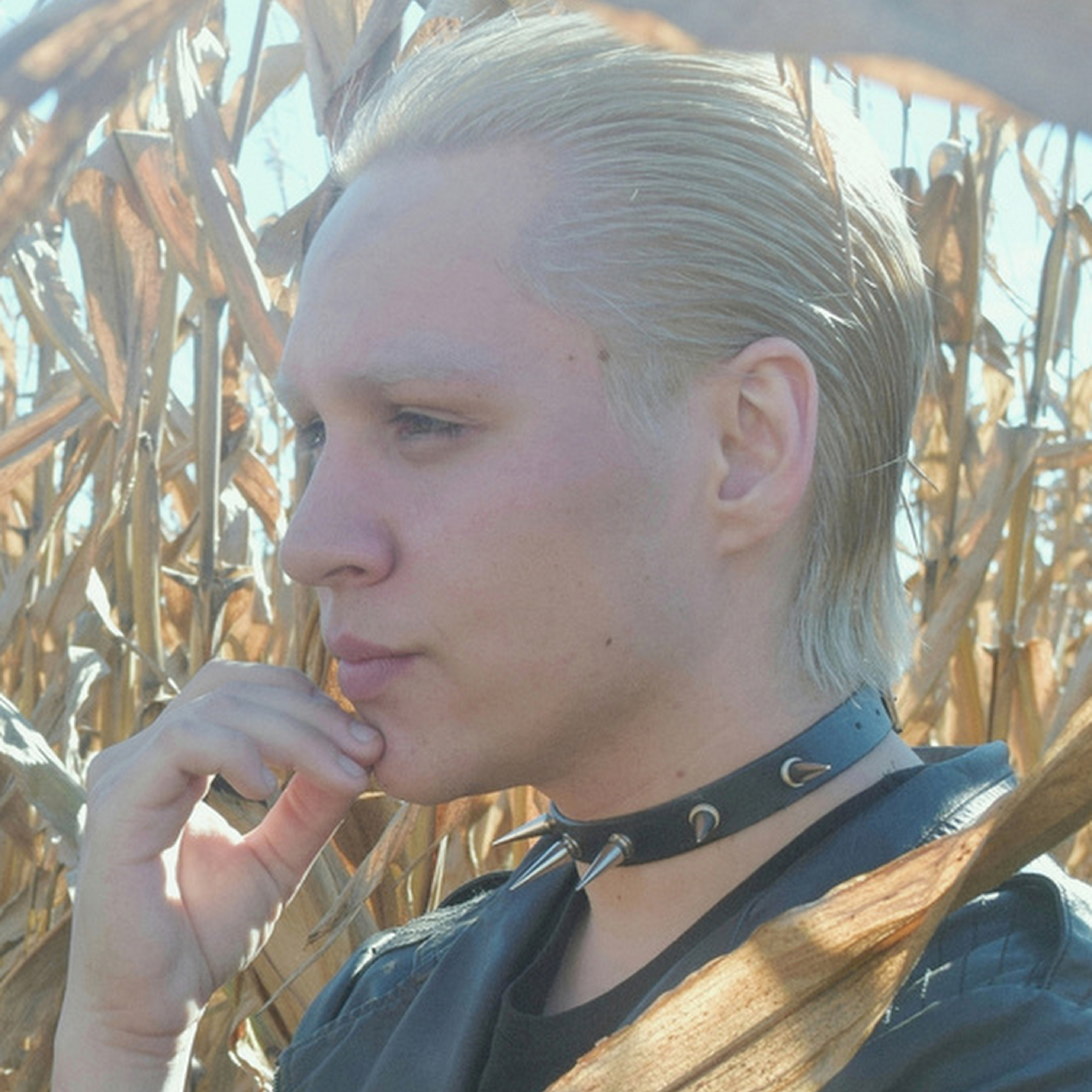
Making-of du vidéoclip Heaven (2016).

À l'automne de 2015, Flora lance le projet Silver Catalano avec son premier single Wave.
Sa première prestation sur scène sous le pseudonyme est à la Fête Arc-en-ciel de Québec en septembre 2017, lorsqu'il fait la première partie de Dumas à la Place D'Youville.
Tout au long de 2018, il collabore avec Simon Skylar (Miss the Rage (en)) sur 4 des 5 chansons de son premier EP, F1, dont le lancement se produit en février 2019.
L'été suivant, le projet prend fin à la suite d'une petite tournée de spectacles à travers le Québec.

### FLORAA (2020 - 2021)
Flora fait un retour sur scène sous le pseudonyme FLORAA durant l'été de 2020. Il lance son second EP en carrière, A Place Where No One Will Find Us.
En août 2020, il participe au spectacle Emergence de Fierté Montréal, puis au spectacle FIÈR.ES Ensembles de la Fête Arc-en-ciel de Québec en compagnie d'Annie Villeneuve et Maxime Landry.
En juin 2021, il ouvre pour Safia Nolin au Festival BleuBleu de Carleton-sur-Mer.
En août 2021, il participe au spectacle FéminiX de Fierté Montréal.

### Metaphors for Rain (2023)

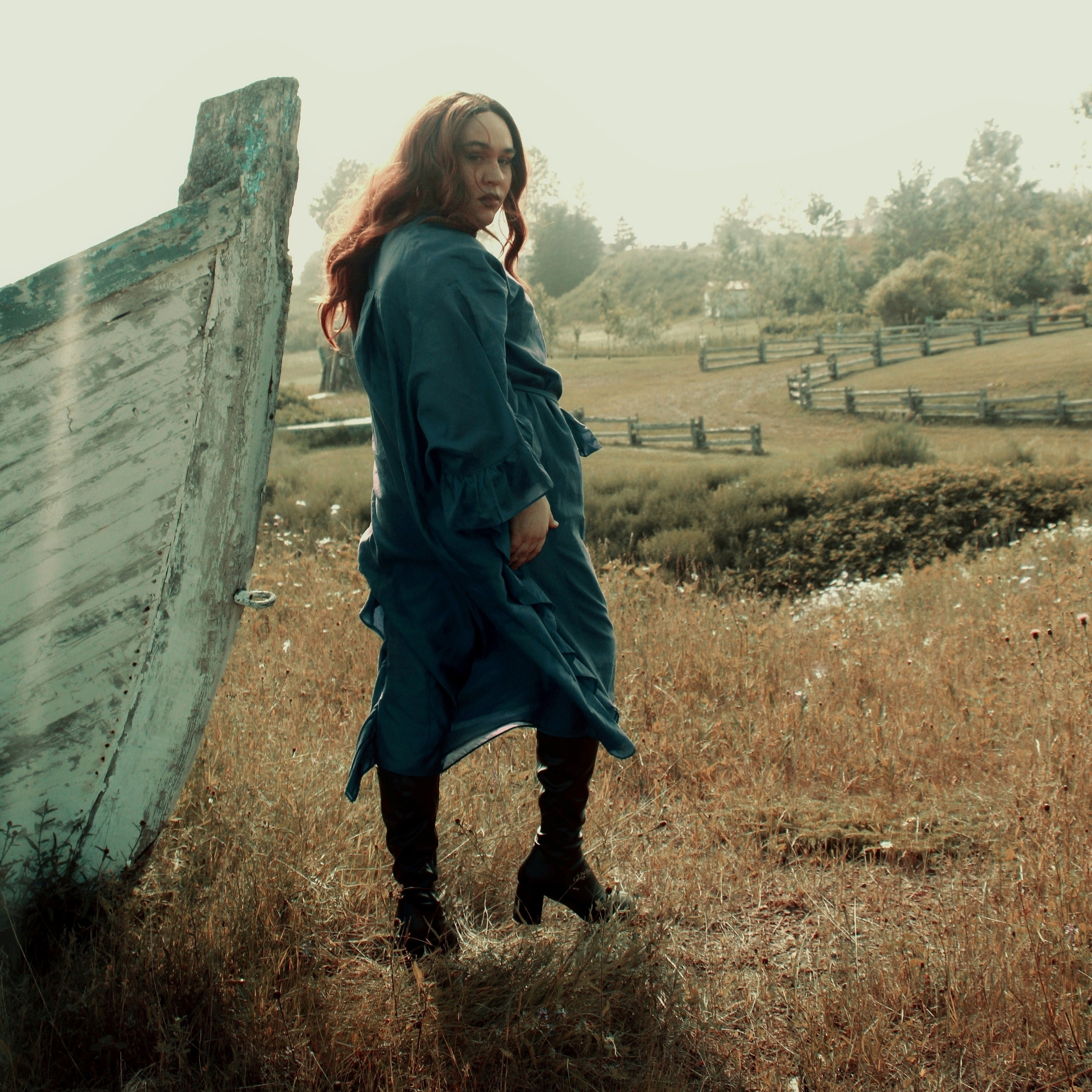
Pochette de Metaphors for Rain.

Le 29 juillet 2023, il revient à la musique en tant que Flora Gionest et lance le mini-album Metaphors for Rain. Le projet se dit une compilation de chansons republiées fait avec de vrais instruments, créées entre 2017 et 2022, et valse entre la musique acoustique, le folk et le jazz.

### How Pearls Are Made (2023)
Le 1er novembre 2023, il lance le mini-album How Pearls Are Made. Similairement au mini-album Metaphors for Rain, il est une compilation de plusieurs chansons republiées, mais cette fois-ci confectionalisées digitalement. Le projet survole divers genres musicaux comme le synthpop, la synthwave, la future house, le rock électronique et le EDM.

### Ceriseboy (2024)
Le 18 octobre 2024, il présente son premier mini-album entièrement francophone intitulé Ceriseboy. La musique - réalisée avec Maxime Proulx (Star Académie) - est accompagnée de textes axés sur la sexualité, et présente une influence pop plus agressive ainsi que du disco.

### 3:33 (2025)
Le 16 mai 2025 - toujours avec Maxime Proulx à la réalisation - il lance deux chansons: light (dance or die) et dark (fear is a poison). La sortie s'effectue sous la forme d'un double single électronique à thématique d'Halloween intitulé 3:33. Les textes sont grandement inspirés par la résilience LGBTQ+, spécifiquement face aux élections américaines et la victoire de Donald Trump l'année précécente.

### Ces fleurs sont pour Mathieu. (2025)

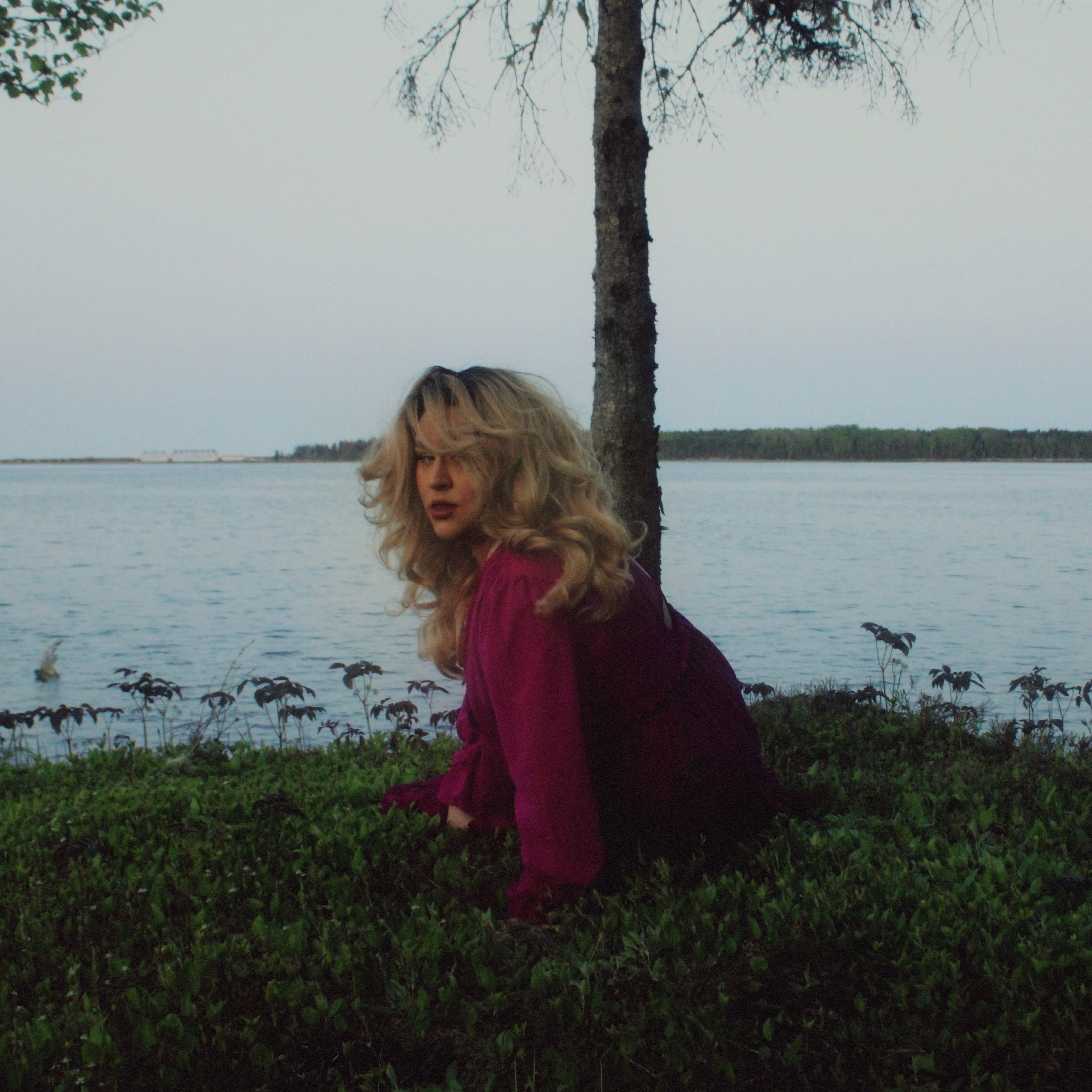
Pochette de Ces fleurs sont pour Mathieu.

Le 4 juillet 2025, il lance Ces fleurs sont pour Mathieu., un album compilation regroupant l'intégralité de ses extraits sortis depuis ses débuts en 2015. Le projet est accompagné de l'annonce d'une pause de quatre ans, durant laquelle il dit vouloir vivre une évolution artistique loin des projecteurs. Le titre de la compilation est adressé à son enfance, quand il s'appelait encore légalement Mathieu. Il mentionne la longue liste des chansons comme un reflet de son histoire personnelle et de sa capacité à avoir réalisé son rêve de mener une carrière musicale.

## Discographie

### EP
- 2020 : F1[21]
- 2020 : A Place Where No One Will Find Us
- 2023 : Metaphors for Rain[22]
- 2023 : How Pearls Are Made
- 2024 : Ceriseboy
- 2024 : 3:33

### Compilation
- 2025 : Ces fleurs sont pour Mathieu.

#### Autres apparitions musicales
Un extrait d'une conversation entre Flora et Hubert Lenoir est utilisée à la fin de la chanson Golden Days, sortie sur l'album Pictura de Ipse: Musique directe.